# Giusi Nicolini
Giusi Nicolini, née Giuseppina Maria Nicolini le 5 mars 1961 à Lampedusa , est une femme politique italienne, maire de Lampedusa e Linosa de 2012 à 2017.
Elle est régulièrement surnommée « la lionne » de Lampedusa,.

## Carrière
Giusi Nicolini est élue maire de Lampedusa e Linosa le 8 mai 2012. Avant son élection, elle est pendant plusieurs années directrice de la réserve naturelle de l'île et s'est distinguée en protégeant la plage de Conigli, le plus important site de nidification des tortues marines du pays.
Pendant son mandat de maire, elle tente de trouver un équilibre entre l'accueil des migrants et le tourisme et la pêche — qui sont les deux secteurs qui font vivre Lampedusa. En 2015, l'île accueille 20 000 migrants. Elle réussit son pari, le tourisme à Lampedusa ayant augmenté en 2016 de 36 %.
En 2016, alors qu'il est invité à la Maison-Blanche par le président Barack Obama, le président italien Matteo Renzi l'emmène avec lui en tant que l'une des personnes qui représente le mieux l'Italie. La même année, elle reçoit le prix Simone de Beauvoir pour la liberté des femmes après avoir été nommée par Madeleine Gobeil, qui la compare à une « Antigone moderne ».
Lors des élections municipales du 11 juin 2017, Giusi Nicolini perd la mairie en ne récoltant que 900 voix sur 4 000. Elle termine 3e derrière Salvatore Matello — élu nouveau maire — et Filippo Mannino du Mouvement 5 étoiles. Quelques jours plus tard, elle reçoit le prix Félix-Houphouët-Boigny pour la recherche de la paix, qu'elle accepte en hommage aux « victimes du trafic d'êtres humains en Méditerranée ».
En 2019, elle fait partie avec la communauté juive de Rome et l'essayiste Roberto Saviano des plaignants concernant des messages injurieux postés sur le Stormfront entre 2011 et 2012. Vingt-quatre personnes sont finalement condamnées pour ces propos.
En 2020, elle explique dans une interview que la « crise des migrants » est utilisée comme excuse par le gouvernement italien pour ne pas mettre en place une politique s'intéressant à la racine des problèmes. Cela fait suite à une déclaration du nouveau maire de l'île Totò Martello qui, lors d'une rencontre avec le président italien, a déclaré que l'île était à genoux à cause des 1 500 migrants y vivant.

## Récompenses
- 2016 : prix Simone de Beauvoir pour la liberté des femmes[6]
- 2016 : prix Olof Palme[4]
- 2017 : prix Félix-Houphouët-Boigny pour la recherche de la paix[5]